# Estação Tekhnologitcheskii Institut
Tekhnologitcheskii Institut (em russo:  Технологический институт) é o complexo de duas estações que constituem cross-plataformas de intercâmbio entre a linha Kirovsko-Vyborgskaia (Linha 1) ea linha Moskovsko-Petrogradskaia (Linha 2) do metro de São Petersburgo, na Rússia.
- Na linha Kirovsko-Vyborgskaia estação «Tekhnologitcheskii Institut» está localizado entre as estações «Pushkinskaia» (ao norte) e «Baltiiskaia» (ao sul).
- Na linha Moskovsko-Petrogradskaia estação «Tekhnologitcheskii Institut» está localizado entre as estações «Sennaia Ploshchad» (ao norte) e «Frunzenskaia» (ao sul).